# Berna Biotech
Pour les articles homonymes, voir Berna.
Berna Biotech SA est un fabricant de vaccins établi à Berne. Il appartient à la société biotechnologique néerlandaise Crucell depuis 2006.
L’entreprise Berna Biotech est issue de la fusion de l’Institut Vaccinal Suisse, fondé à Lancy et de l’entreprise Häfliger, Vogt & Cie, fondée à Berne. Elle a d’abord pris le nom d’Institut suisse de sérologie, puis de Berna.
En 2006, Berna Biotech a été rachetée par la société biotechnologique Crucell, basée à Leyde, aux Pays-Bas.